# DX Cancri
Désignations
DX Cancri (DX Cnc) est une naine rouge de type spectral M6,5 V qui a 9 % de la masse du soleil et ayant une température de 3 293 K. C'est une étoile éruptive ayant à peu près la taille de Jupiter[réf. nécessaire] qui peut avoir une luminosité multipliée par cinq. Cette étoile diffuse une lueur trop ténue pour être vue à l'œil nu depuis la Terre, bien qu'elle soit une des étoiles les plus proches à ∼ 11,7 a.l. (∼ 3,59 pc).